# 하나우 전투
하나우 전투는 1813년 10월 30일에서 31일에 벌어진 제6차 대프랑스 동맹전쟁의 전투 중 하나로 카를 필리프 폰 브레데(Karl Philipp von Wrede) 휘하의 오스트리아-바이에른 연합군과 퇴각하던 나폴레옹 휘하의 프랑스군이 교전한 사건이다.
10월 초 나폴레옹은 라이프치히 전투(Battle of Leipzig)에서 패함에 따라 독일에서 프랑스로 퇴각하였다. 비록 패배는 비참하였지만 퇴각작전은 그럭저럭 안전하게 진행되었다. 한편 브레데는 10월 30일 하나우(Hanau)에서 퇴각하는 나폴레옹을 저지하려 하였다. 나폴레옹은 하나우에 지원병을 이끌고 미리 도착하여 브레데의 병력을 격파하였다. 10월 31일 하나우는 프랑스의 세력권에 들어갔고 프랑스군의 퇴로가 열렸다.
하나우 전투는 소규모 전투였으나 나폴레옹 휘하의 병사들이 무사히 프랑스 본토로 돌아갈 수 있게 했다는 점에서 중요한 전술적 승리이다. 그러나 나폴레옹이 제6차 대프랑스 동맹에게 완전히 패했다는 점에서 이 전투에서 별다른 전략적 중요성을 찾기는 힘들 것 같다.

## 배경
전에 프랑스의 동맹자였던 바이에른은 라이프치히 전투 직전에 체결된 리에드 조약(Treaty of Ried)에 따라 제6차 대프랑스 동맹에 가입하였다. 한편 나폴레옹은 라이프치히에서 대패함에 따라 라인강변으로 퇴각하였고, 이 퇴각작전은 순조롭게 진행되었다. 그러나 10월 말 경 대육군(La Grande Armée)은 갑자기 낙오자가 증가하여 부대가 혼란에 빠졌는데, 이는 연합군이 오스트리아-바이에른으로 하여금 43,000명의 병력을 조직하여 브레데에게 지휘를 맡긴 후 다뉴브(Danube)에서 프랑코니아(Franconia)로 북상하여 프랑스군의 퇴각을 저지하게 하였기 때문이다. 브레데의 군세는 하나우에 도착하여 프랑크푸르트(Frankfurt)로 퇴각하는 나폴레옹을 저지하려 하였다. 그러나 브레데는 프랑스군의 주력이 북쪽의 도로를 따라 코블렌츠(Coblenz)로 퇴각한다고 생각했기 때문에 브레데는 자신이 상대할 적은 겨우 20,000명 정도라고 생각해 측면에 대한 보호를 제대로 하지 않았다.

## 전투

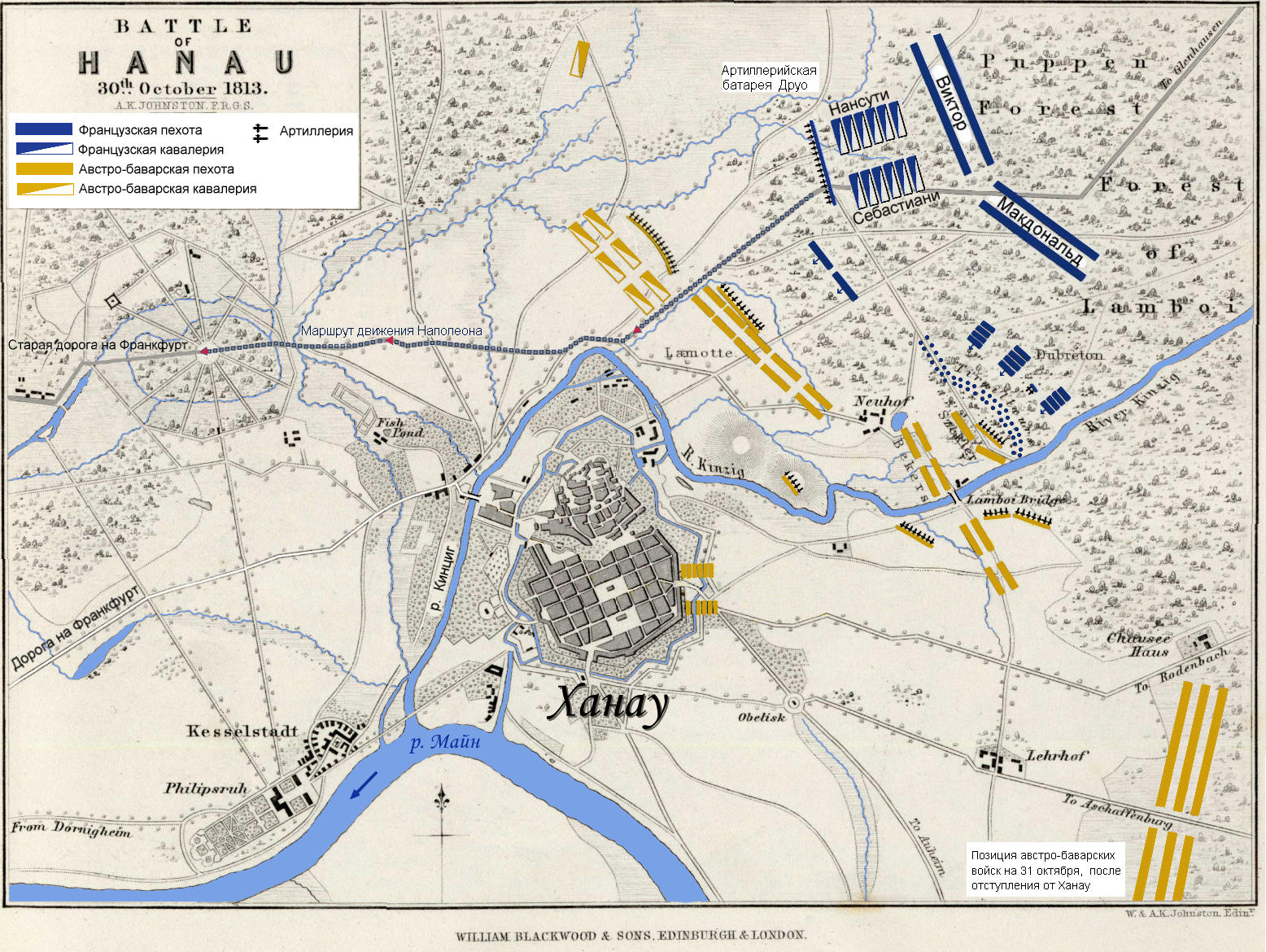
하나우 전투 계획도

브레데는 프랑스 군을 상대로 소규모 교전을 벌여 상당한 성공을 거두었고 앞에 있는 20,000명의 프랑스군을 상대하기 위해 병력을 배치했다. 10월 30일 브레데는 중앙을 킨니히 강(Kinzig) 뒤편에 배치하고, 우익은 남쪽에 배치했는데, 이들은 고립되어 있어 본대와는 오직 하나의 다리로만 연결되어 있었다. 오스트리아-바이에른군과 대치하고 있는 나폴레옹의 병력은 마크도날 원수(Marshal MacDonald)가 지휘하는 보병대와 세바스티아니(Sébastiani) 장군이 지휘하는 기병대를 포함한 1만 7천정도 밖에 되지 않았다. 브레데가 있는 곳에서 동쪽에는 울창한 숲이 있었기 때문에 프랑스군은 들키지 않은 채로 진군하여 연합군 진영에 가까이 접근할 수 있었다. 나폴레옹은 운용 가능한 모든 병력을 이끌고 연합군의 좌측을 공격했다. 정오쯤 빅토르 원수(Marshal Victor)와 마크도날 원수가 연합군의 중앙 바로 앞에 있는 숲을 제압하였다. 얼마 안 있어 드루오 장군(General Drouot)이 숲에서 브레데 부대의 좌측을 노릴 수 있을 만한 길을 발견했는데, 이 길은 충분히 포를 옮길 수 있을 정도로 상태가 양호했다. 3시간 후 척탄병(Grenadiers) 부대와 구 근위대(Old Guard)가 자신들이 많은 지역에 있는 연합군을 격퇴했다. 드루오는 근위대와 세바스티아니의 기병대의 도움을 받아 50문의 포를 배치하기 시작했다. 드루오 휘하의 포병대가 포격을 개시하여 브레데 군에 소속되어 있던 28문의 포를 잠재웠다. 프랑스 기병대는 좌익에 위치한 브레데의 기병대를 공격하고 물리쳤다. 이들은 이윽고 브레데 부대의 중앙을 측면공격하기 시작했다. 브레데의 중앙은 무너지기 시작했으며 상당한 피해를 입고 킨니히 강의 강둑을 둘러쌌다. 우익에서 브레데 부대는 중앙을 지원하기 위해 하나의 다리에 몰려 강을 건너려 했으나, 이 와중에 많은 이들이 익사하였다. 브레데는 휘하의 병력을 집결시키는 데 성공하여 람보이(Lamboy) 다리에서 하나우 마을에 이르는 구간에 방어선을 구축하는 데 성공하였다. 간신히 프랑스군의 공세를 막아 완전붕괴를 피한 연합군은 밤중에 하나우를 버리고 퇴각하였다. 프랑스군은 10월 31일 별다른 저항 없이 하나우를 장악했다. 나폴레옹은 브레데를 추격하려 하지 않았다. 프랑크푸르트로 가는 도로가 열렸으므로 프랑스군은 퇴각을 계속했다.

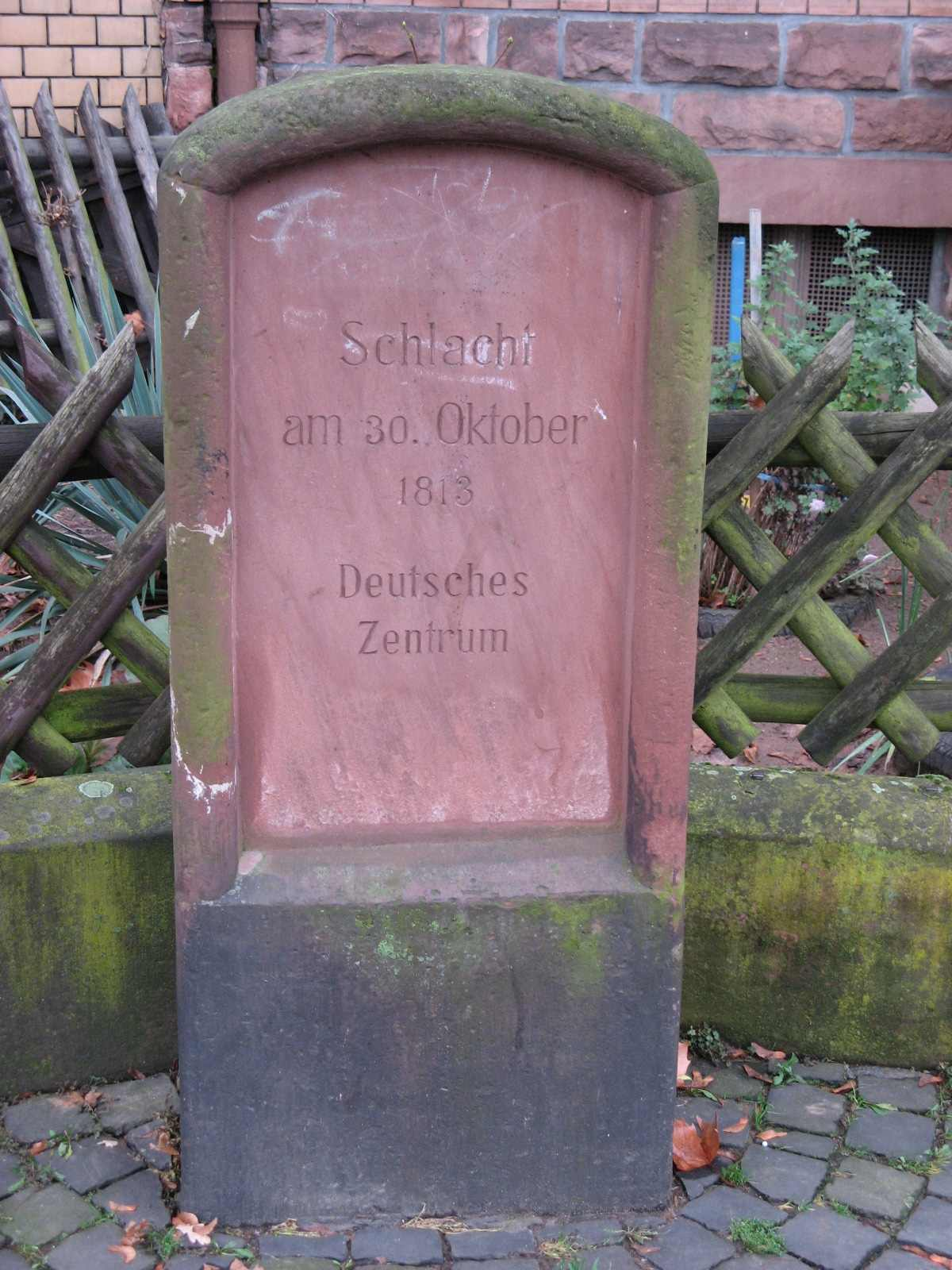
하나우 전투 기간 독일 군대가 주둔한 곳을 표시한 돌 기념비

## 결론
브레데 휘하의 병력은 9,000명의 사상자를 기록했으며 나폴레옹 휘하의 병력 피해는 이보다 적었다. 그러나 10월 28일부터 31일까지 10,000명에 달하는 프랑스 탈영병들이 연합군의 전쟁포로가 되었다. 프랑스군은 11월 2일 상대적으로 안전한 후방기지인 마인츠(Mainz)에서 20마일도 안 떨어진 프랑크푸르트에 도착하였다.

## 참조
- Blond, G. La Grande Armée. Castle Books, 1979.
- Chandler, D. The Campaigns of Napoleon. Scribner, 1966.
- Eggenberger, D. An Encyclopedia of Battles. Dover Publications inc., 1985